# Циелава, Скайдрите
Скайдрите Циелава (в СССР Скайдрите Яновна Циелава, латыш. Skaidrīte Cielava, настоящая фамилия Званере-Званитая, латыш. Zvanere-Zvanītāja; 3 октября 1920, хутор Земитес, Алсвикская волость — 2005) — латвийский искусствовед.
Окончила Резекненский учительский институт (1941) и исторический факультет Латвийского университета (1950), работала редактором. Затем окончила также отделение истории и теории искусства Латвийской академии художеств (1969). Кандидат искусствоведения (1973), диссертация «Основные тенденции развития латышской станковой живописи в период буржуазно-демократических революций (1900—1917)». С 1971 г. научный сотрудник Института языка и литературы Академии наук Латвийской ССР.
Опубликовала обзорную книгу «Искусство Латвии» (1979, Ленинград), монографию «Барельеф и горельеф в архитектуре Старой Риги (XVI — нач. XVII вв.)» (1985), учебник «Всеобщая история искусства» (латыш. Vispārīgā mākslas vēsture; 1998—1999, в четырёх томах), монографии об отдельных латвийских художниках — Артуре Лапиньше (1969), Юлии Вилюмайнисе (1981), Карлисе Фрейманисе (1981), Лее Новоженец (1985), Петерисе Кундзиньше (1986), Янисе Куге (1992), Николае Брейкше (1994), Юргисе Скулме (2004). Книги Циелавы о художниках подвергались критике как излишне слащавые по стилю и не свободные от идеологических передержек. Составитель серии сборников «Латышское изобразительное искусство» (латыш. Latviešu tēlotāja māksla; 1980—1988). Автор научно-популярной книги «О чём рассказывают дома и улицы старой Риги» (латыш. Ko stāsta vecās Rīgas ielas un nami; 1968, совместно с З. Эргле, русский перевод 1971) и мемуарной книги о своих студенческих годах «За далью лет» (латыш. Aiz gadu tālēm; 1998, под настоящей фамилией). Перевела с русского языка книгу И. В. Долгополова «Рассказы о художниках».